# سوزان روبرت
سوزان روبرت هي صحفية كندية، ولدت في 1948، وتوفيت في 3 يونيو 2007.